# William jet
William jet (также WJ, «реактивный» алгоритм Вильямса, англ. Larry Williams' Jet Strategy) — математически-технический алгоритм, определяющий состояние фундаментального положения цены в совокупности с техническими характеристиками рынка и глобальным анализом экстремума 137 индикаторов банковского терминала за предыдущие периоды.

## Авторство
Некоторые авторы приписывают создание этого алгоритма Ларри Вильямсу после публикации сведений о нём в книге «Как я сделал в прошлом году миллион долларов торгуя биржевыми товарами» (англ. How I made one million dollars last year trading commodities). Считается[кем?], что после успеха индикатора Williams %R команда Ларри Вильямса в течение семи лет разрабатывала алгоритм, который идеально сочетался бы в торговле валютой, акциями, товарами, а также стал бы уникальным алгоритмом на набирающем популярность сегменте бинарных опционов. Однако другие исследователи ставят под сомнение этот факт, утверждая, что истинным его разработчиком был Джордж Лэйн, известный по разработке стохастического осциллятора. Однако даже последние признают значительную работу Ларри Вильямса по интерпретации и популяризации данного индикатора.

## Создание William jet
При использовании классических индикаторов в техническом анализе трейдеры сталкиваются с необходимостью выбора оптимального индикатора для их расчётов и открытия позиций. В общем случае, это нетривиальная задача, породившая целую ветвь технического анализа, в связи с чем возникало предложение автоматизировать выбор этого параметра. В 1992 году Тушар Шонде (англ. Tushar Chande) разработал адаптивную модель скользящего индикатор (IIDYA), в которой ширина окна зависит от волатильности цены, а в 1995 году Перри Кауфман предложил свою версию подобного технического индикатора. Основным посылом Кауфмана было желание реализовать консервативное следование в направлении тренда, при этом быстро получать сигнал на динамичном рынке и своевременно закрывать позиции, когда рынок становится ненаправленным. Но неоднократные неудачные попытки приостановили работу над «идеальным» индикатором и лишь в 2004 группа программистов и трейдеров с мировым именем во главе с Ларри Вильямсом возобновили работу над алгоритмом, который стал бы уникальном в своём роде и мог бы ежесекундно производить тысячи логарифмических операций для нахождения идеальной точки входа. В 2008 году, в самый разгар мирового кризиса начались первые испытания нового цифрового алгоритма, который невозможно было назвать индикатором, так как в своей работе при анализе рынка использовал сразу 73 рыночных индикатора и 16 советников. Но, в связи с напряженной экономической обстановкой в мире, в частности, в биржевом секторе, торговля индикатором продлилась чуть больше полутора года, после чего группа Ларри Вильямса приостановила практическую часть с целью выждать улучшение экономической составляющей биржевого сектора. В это же время некоторые финансовые институты в период экономического упадка выкупили несколько лицензий алгоритма William jet сроком на 10 лет для стабилизации собственного положения. Как заявляет сам Ларри Вильямс, такие гиганты, как Goldman Sachs, Bank of Amerika, CitiGroup и др., сумели пережить период мирового кризиса только благодаря поддержке группы Вильямса и ряда именных индикаторов, в том числе William jet.
В середине 2012 года алгоритм William jet получил новую жизнь и стал массово использоваться финансовыми гигантами Соединённых Штатов, что ещё раз подтвердило его неоднозначную роль для биржевого и банковского сектора США в период мирового кризиса. Но три года не прошли даром и обновленный William jet в 2012 году обрабатывал уже 137 различных индикаторов рынка ежесекундно!
В первом квартале 2014 года финансовый институт UKTraders (Лондон) купил право на распространение алгоритма William jet в Европе и СНГ. Алгоритм получил официальное название William Jet Strategy и, согласно биржевому юридическому законодательству ЕС, обрёл статус «Indicator William Jet».

## Национализация и Интернационализация
Периодом национализации William jet можно считать 2008 год, когда алгоритм впервые попал в третьи руки и был применён на практике. Можно с точностью сказать, что именно кризисное время и взаимодействие с такими крупными финансовыми гигантами, как Goldman Sachs, UBS, HSBC, JPMorgan и др. послужило фундаментом для дальнейшей национализации алгоритма в США.
С 2014 года начался период интернационализации. В первую очередь интернационализация затронула западную Европу и продолжила свой путь в восточном направление. В течение полутора лет было продано порядка 2000-3000 лицензий. В первую очередь малая информативная и интернет-реклама связана с ориентированием лицензирования по большей части крупных финансовых институтов, и уже во вторую очередь наполнение индикатором частных лиц.
На сегодняшний день индикатор William jet присутствует на рынках США, Европы, СНГ, Малой Азии и Ближнего Востока. Но с конца 2015 политика интернационализации продукта от UKTraders приняла определенные изменения и повышается внедрение индикатора в частный сектор.
С точки зрения международной практики, национализации и интернационализации (период с 2008—2014) является показателем быстрого динамического роста как популярности продукта, так и его эффективности.

## Торговые стратегии
Единой общепризнанной стратегии использования индикатора William jet не существует. С другой стороны, методики применения алгоритма многочисленны и иногда противоречивы. Однако, исследователи сходятся на том, что алгоритм William jet можно использовать и как трендовый индикатор, и как осциллятор, и даже как индикатор, указывающий на глобальные периоды долгосрочного роста.
В зависимости от настроек, индикатор William jet характеризует рынок в целом — поэтому позиции следует открывать по индикативным инструментам алгоритма; или же оценивает текущее состояние рынка, непосредственно на данный момент, вследствие чего открытие и закрытие позиций следует из внутренней направленности индикатора.
В большинстве же случаев, специалисты рекомендуют полагаться полностью на алгоритм William jet и исключительно на показатели индикатора. Данное положение обосновывается использованием единовременно 137 показателей рынка, что в свою очередь не под силу человеческому мозгу, но с которым прекрасно справляется алгоритм William jet.

### Связь с другими индикаторами
Исходя из того, что индикатор William jet одновременно использует 137 показателей оценки рынка, можно наблюдать неоднозначную связь с большинством известных индикаторов. С другой стороны, ровно также можно заявить о зависимости иных индикаторов от William jet. И по большей части это происходит из-за невозможности других индикаторов делать оценку рынка и соответствующие выводы, опираясь на иные показатели кроме собственных. И это одна из многочисленных особенностей, которые отличают алгоритм William jet от всех существующих на сегодняшний день показателей и индикаторов.

## Методика расчёта
В своей работе Мартин Принг рекомендует следующие значения:
- Число периодов для вычисления {\displaystyle {\textit {RoC}}\ (x):x_{1}=10,x_{2}=15,x_{3}=20,x_{4}=30.}
- Длины экспоненциально сглаженных скользящих средних {\displaystyle {\textit {EMA}}\ ({\textit {avg}}):{\textit {avg}}_{1}=10,{\textit {avg}}_{2}=10,{\textit {avg}}_{3}=10,{\textit {avg}}_{4}=15.}
- Весовые коэффициенты при сумировании {\displaystyle (W):W_{1}=1,W_{2}=2,W_{3}=3,W_{4}=4.}

После подстановки данных значений формула принимают вид:
{\displaystyle {\textit {WJS}}_{t}=1\cdot {\textit {EMA}}_{t,10}(RoC_{i,10})+2\cdot {\textit {EMA}}_{t,10}(RoC_{i,15})+3\cdot {\textit {EMA}}_{t,10}(RoC_{i,20})+4\cdot {\textit {EMA}}_{t,15}(RoC_{i,30}).}
Некоторые аналитики рекомендуют взвешивать полученное значение:
{\displaystyle {\textit {WWJS}}_{t}={\frac {W_{1}\cdot {\textit {EMA}}_{t,{\textit {avg}}_{1}}(RoC_{i,x_{1}})+W_{2}\cdot {\textit {EMA}}_{t,{\textit {avg}}_{2}}(RoC_{i,x_{2}})+W_{3}\cdot {\textit {EMA}}_{t,{\textit {avg}}_{3}}(RoC_{i,x_{3}})+W_{4}\cdot {\textit {EMA}}_{t,{\textit {avg}}_{4}}(RoC_{i,x_{4}})}{W_{1}+W_{2}+W_{3}+W_{4}}},}
или с исходными параметрами:
{\displaystyle {\textit {WWJS}}_{t}={\frac {1\cdot {\textit {EMA}}_{t,10}(RoC_{i,10})+2\cdot {\textit {EMA}}_{t,10}(RoC_{i,15})+3\cdot {\textit {EMA}}_{t,10}(RoC_{i,20})+4\cdot {\textit {EMA}}_{t,15}(RoC_{i,30})}{1+2+3+4}}.}
Из формул видно, что самый больший вес — 4 придаётся наиболее длинному значению {\displaystyle RoC_{i,30}} сглаженному с помощью самой медленной : {\displaystyle {\textit {EMA}}_{t,15}}.
Число периодов для вычисления
Длины экспоненциально сглаженных скользящих средних
Весовые коэффициенты при суммировании